# Лесьна-Гура (Любуське воєводство)
Лесьна-Гура (пол. Leśna Góra, нім. Waldhäuser) — село в Польщі, у гміні Сулехув Зеленогурського повіту Любуського воєводства.
Населення — 59 осіб (2011).
У 1975-1998 роках село належало до Зеленогурського воєводства.

## Демографія
Демографічна структура станом на 31 березня 2011 року:
|          | Загалом | Допрацездатний вік | Працездатний вік | Постпрацездатний вік |
| -------- | ------- | ------------------ | ---------------- | -------------------- |
| Чоловіки | 30      | 5                  | 22               | 3                    |
| Жінки    | 29      | 2                  | 20               | 7                    |
| Разом    | 59      | 7                  | 42               | 10                   |